# Ti voglio senza amore
Ti voglio senza amore é un singolo della cantante italiana Iva Zanicchi, pubblicato il 18 febbraio 2009 come unico estratto dall'album in studio Colori d'amore.

## Descrizione
La canzone è stata scritta da Fabrizio Berlincioni e Franco Fasano ed è stata presentanta in gara al Festival di Sanremo 2009.
Essa racconta la storia di una donna delusa che in amore ha sempre speso tutta sé stessa senza mai ricevere nulla, allora prova a rinunciare ai coinvolgimenti sentimentali, e decide di vivere solo il rapporto fisico, anche se alla fine si innamora ugualmente.
Il brano ha fatto parecchio discutere a causa di un testo che è stato da molti frainteso e giudicato inadatto ad un'interprete matura, fatto del tutto irrilevante artisticamente, in quanto l'interprete è solamente un "tramite" attraverso cui ogni interlocutore può fare propria una canzone.
Nella prima serata del Festival, il 17 febbraio, Ti voglio senza amore non ha superato il primo turno di eliminazioni e non è stato ripescato neppure il 20 febbraio, durante la terza serata. Iva Zanicchi ha dichiarato di essere stata fortemente penalizzata dall'esibizione di Roberto Benigni, durante la quale il comico toscano, ospite del Festival, aveva insistentemente bersagliato il testo del brano, mortificandone l'aspetto drammatico.

## Tracce
Testi di Fabrizio Berlincioni e Franco Fasano.
1. Ti voglio senza amore – 4:05